# Жимерін Дмитро Георгійович
Дмитро Георгійович Жимерін (нар. 25 жовтня 1906, село Дубки Одоєвського повіту Тульської губернії, тепер Тульської області, Російська Федерація — 15 травня 1995, місто Москва) — радянський державний діяч, міністр електростанцій СРСР. Кандидат у члени ЦК КПРС у 1952—1961 роках. Депутат Верховної Ради СРСР 2-го і 4-го скликань. Доктор технічних наук (1966), професор (1962). Член-кореспондент Академії наук СРСР по відділенню фізико-технічних проблем енергетики (енергетика) (з 24.11.1970).

## Життєпис
Народився в багатодітній селянській родині. Закінчив початкову сільську чотирирічну школу. З 1920 по 1924 рік навчався в професійно-технічній школі при Тульському збройовому заводі. Одночасно працював механіком та електромонтером. У 1923 році вступив до комсомолу.
З 1924 року працював на електростанції при Тульському збройовому заводі. Одночасно у 1924—1926 роках — слухач Тульського вечірнього робітничого факультету.
У 1926—1930 роках — студент Московського вищого технічного училища імені Баумана. У 1930—1931 роках — студент Московського енергетичного інституту, інженер-електрик.
Член ВКП(б) з 1928 року.
У 1931 році — аспірант, заступник завідувача факультету Московського енергетичного інституту.
У 1931—1934 роках — відповідальний секретар Центрального бюро інженерно-технічних секцій ЦК профспілки робітників електростанцій.
У 1934 році служив у Червоній армії.
У 1934—1935 роках — старший інженер будівництва заводу автотракторного електрообладнання № 2 у Москві.
У 1935—1937 роках — старший інженер, начальник електроцеху тресту «ОРГРЕС» Народного комісаріату важкої промисловості СРСР.
У 1937—1939 роках — начальник аварійної секції Відділу південних районів Головного управління енергетичної промисловості Народного комісаріату важкої промисловості СРСР; начальник виробничо-розподільного відділу Відділу південних районів Головного управління енергетичної промисловості Народного комісаріату важкої промисловості СРСР.
У 1939 році — головний інженер, заступник начальника Головного управління електростанцій і електромереж Півдня Народного комісаріату електростанцій СРСР.
У 1939—1940 роках — головний інженер, начальник Головного управління електростанцій і електромереж Півдня Народного комісаріату електростанцій СРСР.
У квітні 1940 — січні 1942 року — 1-й заступник народного комісара електростанцій СРСР.
20 січня 1942 — 5 березня 1953 року — народний комісар (міністр) електростанцій СРСР.
У березні 1953—1954 роках — 1-й заступник міністра електростанцій і електропромисловості СРСР.
У 1954—1955 роках — 1-й заступник голови Бюро Ради міністрів СРСР із електроенергетики, хімії та лісової промисловості.
У 1955—1957 роках — 1-й заступник голови Державної планової комісії при Раді міністрів СРСР.
6 червня 1957 — 13 червня 1958 року — заступник голови Державної планової комісії РРФСР — міністр Російської РФСР.
У 1958—1961 роках — на пенсії. У 1962 році — завідувач кафедри економіки промисловості та організації підприємств Московського енергетичного інституту.
У 1961—1964 роках — начальник відділу Державного комітету Ради міністрів РРФСР із координації науково-дослідних робіт.
У 1964—1971 роках — директор Державного науково-дослідного енергетичного інституту імені Г. М. Кржижановського.
У 1971—1982 роках — 1-й заступник голови Державного комітету Ради міністрів СРСР з науки і техніки.
Одночасно у 1972—1983 роках — директор Всесоюзного науково-дослідного інституту проблем організації та управління Державного комітету з науки і техніки СРСР.
З 1983 року — персональний пенсіонер союзного значення.
У 1983—1991 роках — радник голови Державного комітету СРСР з науки і техніки. У 1992—1993 роках — радник міністра науки, вищої школи і технічної політики Російської Федерації.
Помер 15 травня 1995 року. Похований в Москві на Новодівочому цвинтарі.

## Нагороди
- чотири ордени Леніна (11.10.1956,)
- орден Жовтневої Революції
- два ордени Трудового Червоного Прапора (11.11.1966, 22.10.1976)
- орден «Знак Пошани» (1939)
- медаль «За трудову доблесть»
- медалі
- Державна премія СРСР